# Stibaroptera
Stibaroptera is een geslacht van rechtvleugeligen uit de familie sabelsprinkhanen (Tettigoniidae). De wetenschappelijke naam van dit geslacht is voor het eerst geldig gepubliceerd in 1906 door Bolívar.

## Soorten
Het geslacht Stibaroptera omvat de volgende soorten:
- Stibaroptera longipes Dohrn, 1892
- Stibaroptera major Karny, 1923
- Stibaroptera nitidifolia Haan, 1842
- Stibaroptera parvula Karny, 1926